# Niepokonana Jahy
Niepokonana Jahy (jap. ジャヒー様はくじけない！ Jahī-sama wa kujikenai!) – manga autorstwa Wakame Konbu, publikowana na łamach magazynu „Gekkan Gangan Joker” wydawnictwa Square Enix od sierpnia 2017. W Polsce prawa do dystrybucji mangi nabyło wydawnictwo Dango.
Na podstawie mangi studio Silver Link wyprodukowało serial anime, który był emitowany od sierpnia do grudnia 2021.

## Fabuła
Jahy, numer dwa w świecie demonów, budzi powszechny postrach i szacunek. Jednakże po tym jak czarodziejka niszczy potężny kryształ many wraz z krainą demonów, trafia do świata ludzi, w którym jest bezsilna. Manga śledzi losy Jahy oraz jej codzienne życie, gdy ta uczy się żyć w nowym otoczeniu, pracując jednocześnie nad odzyskaniem swojej dawnej formy, kryształu many oraz odbudową świata demonów.

## Bohaterowie
- Jahy (jap. ジャヒー Jahī)

Seiyū: Naomi Ōzora 
Była prawa ręka władczyni demonów, która trafia do świata ludzi po tym, jak świat demonów przestał istnieć. Jej celem jest odnalezienie fragmentów kryształu many, odbudowa rodzimego świata oraz odzyskanie swojego pierwotnego ciała, które obecnie znajduje się w stanie przypominającym dziecko po tym, jak kryształ został zniszczony przez czarodziejkę, w wyniku czego stała się bezsilna. Choć z trudem przystosowuje się do nowego otoczenia i swojego obecnego stanu, pozostaje pewna siebie, energiczna i ambitna. W dalszej części serii zakłada własną restaurację, lecz jej prowadzenie pozostawia Druj.
- Druj (jap. ドゥルジ Duruji)

Seiyū: Kana Hanazawa 
Była podwładna Jahy, która w świecie ludzi nazywa się Nana Dojima (jap. 堂島 ナナ Dōjima Nana). Jest prezesem firmy konsultingowej. Mimo że mieszka w luksusowym wieżowcu, a Jahy żyje w nędzy w niszczejącym apartamentowcu, przyjaźni się z Jahy i regularnie spędza z nią czas. Lubi, gdy Jahy ją beszta i traktuje jak podczłowieka.
- Szefowa (jap. 店長 Tenchō)

Seiyū: Ai Kayano 
Kierowniczka pubu Sōsaku Izakaya Maō (jap. 創作居酒屋まおう), w którym pracuje Jahy. Jest bardzo przyjaźnie do niej nastawiona i nadaje jej przezwisko „Hy-chan” (jap. ひーちゃん Hī-chan).
- Dozorczyni (jap. 大家 Ōya) / Ryou (jap. 涼 Ryō)

Seiyū: Yōko Hikasa 
Właścicielka mieszkania, w którym mieszka Jahy, i siostra kierowniczki pubu. Nieustannie nęka Jahy w sprawie czynszu i choć w pewien sposób się o nią troszczy, ma usposobienie tsundere. Podobnie jak siostra, nadaje Jahy przezwisko, nazywając ją „Ja-ko” (jap. ジャー子 Jā-ko).
- Kokoro Sasaki (jap. 佐崎 こころ Sasaki Kokoro)

Seiyū: Yui Ogura 
Uczennica szkoły podstawowej, która pomaga Jahy w poszukiwaniach kryształów many. Emanuje życzliwością i uwielbieniem dla Jahy tak wielkim, że ta była przytłoczona i nie miała innego wyjścia, jak tylko zaprzyjaźnić się z nią.
- Kyouko Jingu (jap. 神宮 きょうこ Jingū Kyōko) / Czarodziejka (jap. 魔法少女 Mahō shōjo)

Seiyū: Sumire Uesaka 
Czarodziejka, która zniszczyła ojczysty świat Jahy i pracuje w tym samym pubie co ona. Początkowo była zwykłą licealistką, ale po tym, jak tajemnicze światło zleciło jej misję, gdy prawie utonęła, została czarodziejką ratującą innych od nieszczęść. W wyniku zbierania tych samych kryształów many, co Jahy, regularnie doświadcza niesamowitego pecha. W końcu zaprzyjaźnia się z Jahy i z tego powodu nie dogaduje się z Druj.
- Saurva (jap. サルワ Saruwa)

Seiyū: Mikako Komatsu 
Dziewczyna, która chce zająć miejsce Jahy jako numer dwa w świecie demonów. Choć jest niezwykle utalentowana w obmyślaniu i planowaniu strategii, jest nieostrożna, w wyniku czego jej plany wciąż zawodzą.
- Władczyni demonów (jap. 魔王 Maō)

Seiyū: Miho Okasaki 
Władczyni demonów, która odrodziła się w mniejszej postaci w domu Kyouko dzięki zgromadzonym przez nią kryształom many. Jest mało rozmownym demonem, który przez większość czasu ma pusty wyraz twarzy, a także niesamowitym żarłokiem, często zjadającym duże ilości jedzenia.
- Su (jap. スー Sū)

Seiyū: Akari Kitō 
Młodsza siostra władczyni demonów, której próba pogodzenia się z siostrą poprzez przemianę Kyouko w potężną czarodziejkę przypadkowo doprowadziła do zniszczenia jej samej i świata demonów. Z tego powodu zaczęła krążyć po okolicy jako tajemnicze światło i wykorzystywać czarodziejki do zbierania dla niej kryształów many.

## Manga
Pierwotnie opublikowana marcu 2017 w formie one-shota. Następnie wydawnictwo Square Enix rozpoczęło wydawanie serii w swoim magazynie „Gekkan Gangan Joker”, z czego pierwszy rozdział został opublikowany 22 sierpnia tego samego roku. Pierwszy tom tankōbon został wydany 22 lutego 2018.
W Polsce manga ukazuje się nakładem wydawnictwa Dango.
| Nr | Język japoński       | Język japoński         | Język polski         | Język polski           |
| Nr | Data wydania         | ISBN                   | Data wydania         | ISBN                   |
| -- | -------------------- | ---------------------- | -------------------- | ---------------------- |
| 1  | 22 lutego 2018       | ISBN 978-4-7575-5634-8 | 4 listopada 2021     | ISBN 978-83-66596-62-7 |
| 2  | 21 kwietnia 2018     | ISBN 978-4-7575-5697-3 | 15 lutego 2022       | ISBN 978-83-66596-63-4 |
| 3  | 22 października 2018 | ISBN 978-4-7575-5885-4 | 6 kwietnia 2022      | ISBN 978-83-66596-64-1 |
| 4  | 22 kwietnia 2019     | ISBN 978-4-7575-6023-9 | 24 maja 2022         | ISBN 978-83-66596-65-8 |
| 5  | 21 września 2019     | ISBN 978-4-7575-6209-7 | 28 października 2022 | ISBN 978-83-66596-66-5 |
| 6  | 22 kwietnia 2020     | ISBN 978-4-7575-6617-0 | 23 listopada 2022    | ISBN 978-83-66596-67-2 |
| 7  | 20 lipca 2021        | ISBN 978-4-7575-7104-4 | 4 lutego 2023        | ISBN 978-83-66596-68-9 |
| 8  | 22 grudnia 2021      | ISBN 978-4-7575-7637-7 | 8 marca 2023         | ISBN 978-83-66596-28-3 |
| 9  | 21 października 2022 | ISBN 978-4-7575-8212-5 | 28 kwietnia 2023     | ISBN 978-83-67389-40-2 |
| 10 | 21 września 2023     | ISBN 978-4-7575-8804-2 | —                    |                        |
| 11 | 22 marca 2025        | ISBN 978-4-7575-9761-7 | —                    |                        |

## Anime
Adaptacja w formie telewizyjnej serii anime została zapowiedziana 16 kwietnia 2021. Seria została zanimowana przez studio Silver Link i wyreżyserowana przez Mirai Minato. Nad scenariuszem czuwała Michiko Yokote, projektantką postaci i głównym reżyserem animacji została Saori Nakashiki, a muzykę skomponowali Kōji Fujimoto i Osamu Sasaki. Serial był emitowany od 1 sierpnia do 19 grudnia 2021 na antenach ABC i TV Asahi w bloku programowym ANiMAZiNG!!!. Prawa do streamingu serii poza Azją nabył Crunchyroll.

### Ścieżka dźwiękowa
| Nr             | Tytuł                                                            | Wykonawcy     | Źródło   |
| Czołówka       | Czołówka                                                         | Czołówka      | Czołówka |
| -------------- | ---------------------------------------------------------------- | ------------- | -------- |
| 1              | „Fightin★Pose”                                                   | Yui Ogura     | [ 33 ]   |
| 2              | „Seikatsu konkyū dame dinero” (jap. 生活こんきゅーダメディネロ)  | Sumire Uesaka | [ 6 ]    |
| Napisy końcowe |                                                                  |               |          |
| 1              | „Tsumari wa itsumo kujikenai!” (jap. つまりはいつもくじけない！) | NEGI☆U        | [ 33 ]   |
| 2              | „Petals” (jap. ペタルズ Petaruzu)                                | Miho Okasaki  | [ 6 ]    |

### Lista odcinków
| №  | Tytuł | Reżyseria                    | Scenariusz     | Premiera             |
| -- | --- | ---------------------------- | -------------- | -------------------- |
| 1  | The Great Jahy Can’t Go Back! Jahī-sama wa modorenai! (ジャヒー様はもどれない!)                              | Mirai Minato                 | Michiko Yokote | 1 sierpnia 2021      |
| 2  | Druj Asks No Questions! Duruji jō wa utagawanai! (ドゥルジ嬢は疑わない!)                                     | Hideaki Uehara               | Michiko Yokote | 8 sierpnia 2021      |
| 3  | The Great Jahy Can’t Brag... Jahī-sama wa jiman dekinai... (ジャヒー様は自慢できない…)                       | Hidehiko Kadota              | Michiko Yokote | 15 sierpnia 2021     |
| 4  | Saurva Never Slips Up? Saruwa-san wa nukarinai? (サルワさんはぬかりない?)                                    | Kōichirō Kuroda              | Misaki Morie   | 29 sierpnia 2021     |
| 5  | The Great Jahy Isn’t Suspicious?! Jahī-sama wa ayashikunai!? (ジャヒー様は怪しくない!?)                      | Yūshi Ibe                    | Tōko Machida   | 5 września 2021      |
| 6  | The Great Jahy Doesn’t Seem to Stand a Chance... Jahī-sama wa katesō mo nai... (ジャヒー様は勝てそうもない…) | Chihiro Kumano               | Tōko Machida   | 12 września 2021     |
| 7  | The Great Jahy Doesn’t Play! Jahī-sama wa asobanai! (ジャヒー様は遊ばない！)                                 | Mirai Minato                 | Michiko Yokote | 19 września 2021     |
| 8  | The Great Jahy Can’t Bathe! Jahī-sama wa ofuro ni hairenai! (ジャヒー様はお風呂に入れない！)                 | Misuzu Hoshino               | Aya Matsui     | 26 września 2021     |
| 9  | Saurva Can’t Catch a Break... Saruwa-san wa iyasarenai... (サルワさんは癒されない…)                          | Mirai Minato                 | Misaki Morie   | 3 października 2021  |
| 10 | The Magical Girl Will Not Lose! Mahō shōjo wa makerarenai! (魔法少女は負けられない！)                        | Rin Teraoka Mirai Minato     | Tōko Machida   | 10 października 2021 |
| 11 | The Landlord Can’t Come Home... Ōya wa kaerenai... (大家は帰れない…)                                         | Yūsuke Onoda                 | Aya Matsui     | 17 października 2021 |
| 12 | Kokoro-chan Will Not Betray? Kokoro-chan wa uragiranai? (こころちゃんは裏切らない？)                         | Hidehiko Kadota Mirai Minato | Misaki Morie   | 24 października 2021 |
| 13 | Druj Is Not Happy! Duruji jō wa yorokobanai! (ドゥルジ嬢は悦ばない！)                                        | Yūshi Ibe                    | Michiko Yokote | 31 października 2021 |
| 14 | The Magical Girl Will Not Fight! Mahō shōjo wa tatakawanai! (魔法少女は戦わない！)                           | Mirai Minato                 | Tōko Machida   | 7 listopada 2021     |
| 15 | The Boss Cannot Decide! Tenchō wa kimerarenai! (店長は決められない！)                                        | Yūshi Ibe Misaki Nishimoto   | Aya Matsui     | 14 listopada 2021    |
| 16 | The Demon Lord Doesn’t Hold Back! Maō-sama wa enryo shinai! (魔王様は遠慮しない！)                           | Yoshifumi Sueda              | Misaki Morie   | 21 listopada 2021    |
| 17 | The Great Jahy Can’t Sleep... Jahī-sama wa nemurenai... (ジャヒー様は眠れない…)                              | Chihiro Kumano               | Michiko Yokote | 28 listopada 2021    |
| 18 | Saurva Will Not Lose! Saruwa-san wa yaburenai! (サルワさんは敗れない！)                                      | Yūshi Ibe                    | Michiko Yokote | 5 grudnia 2021       |
| 19 | The Demon Lord Is Relentless?! Maō-sama wa yōshanai!? (魔王様は容赦ない！？)                                 | Misuzu Hoshino               | Michiko Yokote | 12 grudnia 2021      |
| 20 | The Great Jahy Will Not Be Defeated! Jahī-sama wa kujikenai! (ジャヒー様はくじけない！)                      | Mirai Minato Yamato Ōuchi    | Michiko Yokote | 19 grudnia 2021      |